# Konstantin Gorovikov
Konstantin Vladimirovič Gorovikov (in russo Константин Владимирович Горовиков?; Novosibirsk, 31 agosto 1977) è un hockeista su ghiaccio russo.

## Palmarès

### Mondiali
- 2 medaglie:
  - 2 ori (Canada 2008; Svizzera 2009)